# Arnie Zane
Arnie Zane (* 26. September 1948 in New York City; † 30. März 1988) war ein US-amerikanischer Photograph, Choreograph und Tänzer.
Zane studierte an der Binghamton University, wo er seinen späteren Partner, den Tänzer und Choreographen Bill T. Jones, kennenlernte. 1973 erhielt er als Photograph ein Stipendium des Creative Artists Public Service (CAPS). Im gleichen Jahr gründete er mit Jones, Lois Welk und Jill Becker die Modern-Dance-Gruppe American Dance Asylum, die sich mit Themen wie Rassismus, sexuellem Rollenverständnis und AIDS auseinandersetzte. 1980 wurde er für Blauvelt Mountain gemeinsam mit Jones mit dem Deutschen Kritikerpreis ausgezeichnet. 1981 erhielt er ein zweites Stipendium des CAPS, dieses Mal als Choreograph.
1982 gründete Zane mit Jones die Bill T. Jones/Arnie Zane & Company (später Bill T. Jones/Arnie Zane Dance Company). In den beiden Folgejahren erhielt er Stipendien des National Endowment for the Arts. 1986 wurden er und Jones mit dem New York Dance and Performance Award ausgezeichnet. Zane starb 1988 neununddreißigjährig an den Folgen einer AIDS-Infektion. Nach seinem Tod erschien 1989 das Buch Body Against Body: The Dance and Other Collaborations of Bill T. Jones and Arnie Zane, in dem Jones und Zane ihre gemeinsame Arbeit in der Company reflektierten. 1999 erschien Continuous Replay: The Photographs of Arnie Zane bei MIT Press.